# Stenocranius gregalis
L'arvicola dalla testa stretta (Stenocranius gregalis  Pallas, 1779) è un roditore della famiglia dei Cricetidi diffuso nell'Ecozona paleartica.

## Descrizione

### Dimensioni
Roditore di piccole dimensioni, con la lunghezza della testa e del corpo tra 100 e 148 mm, la lunghezza della coda tra 23 e 44 mm, la lunghezza del piede tra 16 e 21 mm, la lunghezza delle orecchie tra 12 e 15 mm e un peso fino a 60 g.

### Aspetto
La pelliccia è  densa. Le parti dorsali variano dal marrone scuro al grigio densamente brizzolato e una striscia dorsale nera che si estende dalla nuca fino alla metà della schiena, mentre le parti ventrali variano dal grigio scuro al giallo-brunastro. Le orecchie sono ridotte, con un denso ciuffo di peli davanti al meato uditivo. Le zampe sono bianco-brunastre. La coda è corta. Il numero cromosomico è 2n=36.

## Biologia

### Comportamento
È una specie terricola attiva durante tutto il giorno con picchi la sera e la notte. Costruisce complessi di cunicoli fino a una profondità di 10-25 cm. Ogni tana può avere fino a 10 o più entrate, fino a cinque nidi e magazzini.

### Alimentazione
Si nutre di parti vegetali sia esposte che sotterrate in particolare legumi e cereali.

### Riproduzione
Si riproduce durante i mesi più caldi. Danno alla luce piccoli almeno cinque volte durante la stagione, il numero della nidiata varia , la prima solitamente contiene due piccoli fino ad arrivare ad un numero di 7-9. sono state osservate cucciolate fino a 12 piccoli.

## Distribuzione e habitat
Questa specie è diffusa in maniera frammentata nella Siberia nord-occidentale, centro-meridionale e nord-orientale, Kazakistan, Mongolia, Kirghizistan e nelle province cinesi dello Xinjiang, Mongolia interna, Hebei e Heilongjiang.
Vive nelle steppe aride e nelle praterie erbose fino a 4.000 metri di altitudine.

## Tassonomia
Sono state riconosciute 18 sottospecie:
- S.g.gregalis: dagli Urali fino alla regione di Irkutsk;
- S.g.anglicus (Hinton, 1910) †: vissuta nel tardo Pleistocene nell'Europa centrale ed orientale;
- S.g.angustus (Thomas, 1908): Hebei, Mongolia interna, Mongolia occidentale;
- S.g.brevicauda (Kastschenko, 1901): Yakutia centrale
- S.g.buturlini (Ognev, 1922): dal fiume Lena ai fiumi Kolyma e Anadyr';
- S.g.castaneus (Kashkarov, 1923): Kirghizistan;
- S.g.dolguschini (Afanasiev, 1939): Kazakistan, Xinjiang nord-occidentale;
- S.g.egorovi (Baranov & Feigin, 1980) †: vissuta nel tardo Pleistocene nella Siberia nord-orientale, descritta da individui trovati nel Permafrost;
- S.g.eversmanni (Poljakov, 1881): Monti Altaj;
- S.g.kriogenicus (Rekovets, 1978) †: vissuta nel tardo Pleistocene negli Urali;
- S.g.major (Ognev, 1923): Urali settentrionali;
- S.g.montosus (Argyropulo, 1932): Monti Altaj;
- S.g.nordenskioldi (Poljakov, 1881): Regione di Krasnoyarsk;
- S.g.raddei (Poljakov, 1881): Mongolia, Mongolia interna;
- S.g.ravidulus (Miller, 1899): Xinjiang occidentale;
- S.g.sirtalensis (Yung, 1966): Mongolia interna;
- S.g.tundrae (Ognev, 1944): tundre del Nord Europa;
- S.g.zachvatkini (Heptner, 1945): Kazakistan occidentale.